# بهنام ابوالقاسم
بهنام ابوالقاسم (زادهٔ ۱۰ تیر ۱۳۶۴ در تهران) موسیقی‌دان، آهنگساز، رهبر ارکستر و نوازندهٔ پیانو اهل ایران است.

## زندگی‌هنری
بهنام ابوالقاسم ۱۰ تیر سال ۱۳۶۴ در تهران متولد شد. وی موسیقی را از شش سالگی با ساز پیانو نزد «امیر قاسمیان» و «سوشیانت عازمی‌خواه» شروع و سپس دورهٔ تکمیلی را با «کلارا بوکوچاوا» گذرانده‌است. او همچنین در محضر حسین دهلوی (تلفیق شعر و موسیقی)، «کریم علی‌شاهی» و کیوان ساکت (تار و سه‌تار) آموخته‌است. از دیگر استادان وی می‌توان به «شریف لطفی» و فرید عمران اشاره نمود. وی تحصیلات خود را در مقطع کارشناسی ارشد موسیقی از دانشگاه هنر تهران به پایان رسانده‌است.

## فعالیت‌ها
بهنام ابوالقاسم در طول فعالیت‌های خود با بسیاری از موسیقیدانان ایرانی و نوازندگان سرشناسِ اروپایی همکاری داشته و به عنوان نوازندهٔ مهمان در ارکستر سمفونیک تهران و ارکستر ملی ایران به اجرای برنامه پرداخته‌است. وی در اجرای کنسرت و انتشار آلبوم موسیقی با شماری از خوانندگان ایرانی مانند سالار عقیلی، علیرضا قربانی، وحید تاج، محمد معتمدی و همایون شجریان به عنوان تکنواز یا رهبر ارکستر مشارکت داشته‌است.
کسب مقام‌های متعدد از چندین دوره جشنواره موسیقی فجر به عنوان نوازندهٔ پیانو و تار، همچنین کسب ۲ مقام اول به همراه گروه موسیقی «آرس نوا» در جشنواره موسیقی فجر، از جمله فعالیت‌های او است.

## آثار

### آهنگسازی
- آلبوم «برایت شعر خواهم خواند» شامل بداهه‌نوازیها و آثاری برای پیانو.[۱۷]

- آلبوم «همیشه لحظه باران...» با صدای پوریا اخواص و نوازندگی هنرمندانی چون میثم مروستی و نیلوفر محبی.[۱۸]

### نوازندگی
- آلبوم «زندگی» به آهنگسازی کیوان ساکت.[۱۹]
- آلبوم «شبی با خورشید» (شرق اندوه ۲) به آهنگسازی کیوان ساکت.[۲۰]
- آلبوم «شرق اندوه» به آهنگسازی کیوان ساکت.[۲۱]
- آلبوم فروغ به آهنگسازی سامان صمیمی و خوانندگی علیرضا قربانی.[۲۲]
- آلبوم دخت پری‌وار به آهنگسازی مهیار علیزاده و خوانندگی علیرضا قربانی.[۲۳]
- آلبوم حریق خزان به آهنگسازی مهیار علیزاده و خوانندگی علیرضا قربانی.[۲۴]
- آلبوم «رفتم و بار سفر بستم» به آهنگسازی علی تجویدی و تنظیم کامبیز روشن روان با خوانندگی علیرضا قربانی.[۲۵]
- آلبوم «کافه‌های تهران» به آهنگسازی فردین خلعتبری.[۲۶]
- آلبوم «سفر به خویشتن» به آهنگسازی پویا باباعلی.[۲۷]
- آلبوم «از نهان تا بیکران» به آهنگسازی نیلوفر محبی.[۲۸]
- آلبوم امشب کنار غزل‌های من بخواب به آهنگسازی فردین خلعتبری و با صدای همایون شجریان.[۲۹]

### اجراها
- کنسرت بداهه‌نوازی پیانو در قالبِ پرفورمنس که شاملِ مشارکت با مخاطبان است.[۳۰]
- «رسیتال ویولن و پیانو» به همراه پدرام فریوسفی با اجرای آثاری از سزار فرانک، سن سانس، سرگئی راخمانینف و یوهانس برامس در سراسر ایران.[۳۱][۳۲]
- تکنوازی پیانو در «شب‌های موسیقی فرشته».[۳۳]
- «رسیتال ویولن و پیانو» به همراه دالیبور کاروای هنرمندِ ویولونیست و سرشناس اسلواکی با اجرای قطعاتی از ادوارد گریگ، موریس راول، ژول ماسنه، سن سانس و فرانتس واکسمن در تالار رودکی تهران.[۳۴]
- رهبری و سرپرستی «گروه ذاستا» با اجرای قطعاتی از فردین خلعتبری در فرهنگسرای نیاوران.[۳۵]
- اجرای مشترک با الکساندر رودین نوازندهٔ برجستهٔ روس در تالار رودکی تهران.[۳۶]
- رهبری و نوازندگی پیانو برای «ارکستر رسا» با آواز «پوریا اخواص» و تک‌نوازی ویولن پدرام فریوسفی.[۳۷][۳۸]
- «رسیتال ابوا و پیانو» به همراهی آرین قیطاسی با اجرای آثاری از سرگئی راخمانینف، کلود دبوسی، سن سانس، نیل سن و آستور پیاتزولا.[۳۹]
- «رسیتال ویلنسل و پیانو» به همراهی آتنا اشتیاقی با اجرای آثاری از برامس، شوستاکویچ، راخمانینف، چایکوفسکی، فوره و پولنک در تالار وحدت تهران.[۴۰]
- همکاری با «ارکستر مجلسی تهران»[۴۱]
- نوازندگی آکاردئون و همکاری با «ارکستر آکادمیک پایتخت»[۴۲]
- همکاری با «ارکستر بل کانتو»[۴۳]
- رهبری کنسرت محمد معتمدی[۴۴]
- نوازندگی چلستا و آکاردئون و همکاری با ارکستر فیلارمونیک تهران[۴۵]
- همکاری با «ارکستر سمفونیک تهران» به رهبری علی رهبری[۴۶]

## جوایز و افتخارات
- دیپلم افتخار آهنگسازی موسیقی معاصر ایرانی ارکسترال - با کلام سی و هفتمین جشنواره موسیقی فجر برای آلبوم «همیشه لحظه باران»[۴۷]